# 斯特凡·奥尔特加
斯特凡·奥尔特加·莫雷诺（西班牙語：Stefan Ortega Moreno，1992年11月6日—），德国足球运动员，场上司职门将，目前效力于英超球队曼城。

## 俱乐部生涯
斯特凡·奥尔特加·莫雷诺在德国北黑森州的小球队卡尔登雅恩开始了自己的职业生涯。后来，他转会加盟包纳塔尔。最后，奥尔特加加盟了黑森卡塞尔，这也是他最后一次效力低级别球队。2007年，奥尔特加转会加盟了德甲球队比勒菲尔德，并为俱乐部的青训参加青年比赛。在2010–11赛季的德国西部地区联赛中，奥尔特加为比勒菲尔德预备队出战了6场比赛。一年后，他进入了一线队的比赛名单中。2011年10月1日，在比勒菲尔德与海登海姆的德丙比赛中，奥尔特加换下了受伤的一号门将普拉廷斯，完成了职业生涯首秀。在比勒菲尔德与死敌普鲁士明斯特的比赛中，奥尔特加发挥糟糕，因此被普拉廷斯替代，自己也只能在地区杯赛威斯特法伦杯中获得出场机会。尽管如此，奥尔特加随队获得了2012–13赛季德丙联赛的亚军，成功取得下赛季的德乙参赛资格，随后也同意了俱乐部提供的两年续约合同。
2014年6月，奥尔特加自由转会加盟德乙球队慕尼黑1860。在“慕尼黑雄狮”2-1击败荷尔斯泰因基尔的2014-15赛季德国杯第一轮比赛中，奥尔特加完成了转会新东家以来的首秀。2014年8月，在球队的主力门将基拉伊离队加盟英冠球队富勒姆后，奥尔特加成为了球队的首选门将。
在2016–17赛季结束后，慕尼黑1860不幸降级至德丙联赛。奥尔特加再次之后也离开了球队，回到了比勒菲尔德，接替了离队的赫斯尔，并与新东家签下了3年合同。2020年1月，由于德甲球队勒沃库森想要引进奥尔特加，比勒菲尔德与他续约至2022年6月。

### 曼城
2022年7月，奧爾特加以自由轉會的方式與英超冠軍球隊曼城簽約。

## 国家队生涯
2010年秋天，奥尔特加被德国U-19国青队征召，但并没有在比赛中获得出场机会。

## 榮譽
比勒菲爾德
- 德國足球乙級聯賽冠軍：2019-20

 曼城
- 英超冠軍：2022-23[9]、2023-24
- 英格蘭足總盃冠軍：2022-23[10]
- 欧洲冠军联赛冠軍：2022–23[11]
- 歐洲超級盃冠軍：2023[12]
- 世界冠軍球會盃冠軍：2023[13]